# Baron Kennet
Baronowie Kennet 1. kreacji (parostwo Zjednoczonego Królestwa)
- 1935–1960: Edward Hilton Young, 1. baron Kennet
- 1960 -: Wayland Hilton Young, 2. baron Kennet

Najstarszy syn 2. barona Kennet: William Aldus Thoby Young